# Euripus uniformis
Euripus uniformis är en fjärilsart som beskrevs av Hans Fruhstorfer 1899. Euripus uniformis ingår i släktet Euripus och familjen praktfjärilar. Inga underarter finns listade i Catalogue of Life.